# Anthrax chionostigma
Anthrax chionostigma är en tvåvingeart som beskrevs av Tsacas 1962. Anthrax chionostigma ingår i släktet Anthrax och familjen svävflugor. Inga underarter finns listade i Catalogue of Life.